# Campylopus kivuensis
Campylopus kivuensis là một loài rêu trong họ Dicranaceae. Loài này được P. de la Varde & Thér. mô tả khoa học đầu tiên năm 1940.